# Miss Afrique du Sud 2006
Miss Afrique du Sud 2006, est la 52e élection de Miss Afrique du Sud, s'est déroulée le 9 décembre 2006 au Superbowl de Sun City.
La gagnante, Megan Coleman, succède à Nokuthula Sithole, Miss Afrique du Sud 2005. La même soirée, l'élection de Miss SA Teen a eu lieu, qui fut remporté par Zizo Beda, âgée de 17 ans.

## Classement final
| Titre                    | Candidates                                                   |
| ------------------------ | ------------------------------------------------------------ |
| Miss Afrique du Sud 2006 | - KwaZulu-Natal - Megan Coleman                              |
| 1re princesse            | - Cap occidental - Brigid Osborne                            |
| 2e princesse             | - Cap occidental - Tracey-Lee Flanders                       |
| Top 5                    | - Cap occidental - Mai-Li Hibbers - Gauteng - Michelle Duval |

## Candidates
| Nom                        | Âge    | Province représentée | Domicile       |
| -------------------------- | ------ | -------------------- | -------------- |
| Soula Maria Bouzianis      | 21 ans | Gauteng              | Randburg       |
| Brenda Zanele Chirwa       | 23 ans | Gauteng              | Midrand        |
| Nicole Jan Cittert         | 21 ans | Gauteng              | Johannesburg   |
| Megan Coleman              | 21 ans | KwaZulu-Natal        | Hillcrest (en) |
| Donnagene Celeste Damens   | 23 ans | Cap occidental       | Stellenbosch   |
| Michelle Pauline Duval     | 22 ans | Gauteng              | Norwood (en)   |
| Tracey–Lee Flanders        | 21 ans | Cap occidental       | Constantia     |
| Mai-Li Hibbers             | 21 ans | Cap occidental       | Durbanville    |
| Michelle Olivier           | 22 ans | KwaZulu-Natal        | Amanzimtoti    |
| Brigid Diana Osborne       | 23 ans | Cap occidental       | Le Cap         |
| Catherine Lorraine Reiter  | 20 ans | Gauteng              | Lynnwood Glen  |
| Lesego Botshepile Segopolo |        | Gauteng              | Bekkersdal     |

## Observations